# 美国陆军军械兵团
美國陸軍軍械兵團（英語：United States Army Ordnance Corps）是美國陸軍下屬的兵工兵種，負責研發和規劃生產兵器、彈藥、後勤品。二戰後因應三軍聯合作戰的趨勢，也研發一些空海軍通用裝備和衛星連線裝備。
本兵種的歷史可以追溯至1775年大陸会議時代，當時設立的軍品彈藥委員會，當時還設有軍火庫總監一職，後來兼管理兵工廠。美國獨立戰爭後設立武器省，將之併入，二戰後改組為現有名稱，並兼管美國所有海外補給基地和訓練設施。

## 外部連結
- The Official Website of the U.S. Ordnance Corps （页面存档备份，存于）
- The United States Army Ordnance Corps Association （页面存档备份，存于）